# قائم‌مقام فراهانی
سیّد ابوالقاسم حسینی هزاوه ای مشهور به قائم‌مقام فراهانی (۱۱۵۸ ه‍.ش هزاوه  اراک- ۶ تیر ۱۲۱۴ ه‍.ش تهران) صدر اعظم ایران ، سیاست‌مدار، ادیب و شاعر بود. وی از ۱۲۱۳ تا ۱۲۱۴ خورشیدی نخست‌وزیر بود. فشارهای او برای داشتن توازن واردات و صادرات گمرکی باعث تنفر فرستادگان روس و انگلیس از او شد و در نهایت در اثر توطئهٔ سفیر انگلستان و برخی درباریان ایران همچون حاجی میرزا آقاسی و میرزا ابوالحسن خان ایلچی و فرمان محمدشاه در باغ نگارستان به‌قتل رسید.

## تبار
میرزا سید ابوالقاسم قائم‌مقام فراهانی فرزند میرزا عیسی قائم‌مقام، از مردم هزاوه بود. مادر او دخترعموی میرزا عیسی و دختر میرزا محمدحسین وفای فراهانی از ادیبان و وزیران دولت زند بود. اجداد او صاحب‌نام بودند و چند تن از آنان به خدمات مهم دولتی اشتغال داشتند. از آنجا که لقب قائم‌مقام از آن پدرش بود، او را قائم‌مقام ثانی نیز می‌خوانند. او زیر نظر پدر دانشمند خود تربیت یافت و در تهران کارهای پدر را انجام داد و در آغاز جوانی علوم متداول را آموخت.

## زندگی سیاسی

قائم‌مقام فراهانی در صدراعظمی

میرزا ابوالقاسم سپس به تبریز نزد پدرش، که وزیر آذربایجان بود، رفت. چندی در دفتر عباس میرزا ولیعهد به نویسندگی اشتغال ورزید و در سفرهای جنگی با او همراه شد و پس از آن‌که پدرش انزوا گزید، پیشکاری شاهزاده را به عهده گرفت. نظم و نظامی را که پدرش میرزا بزرگ آغاز کرده بود، تعقیب و با کمک مستشاران فرانسوی و انگلیسی سپاهیان ایران را منظم کرد و در بسیاری از جنگ‌های ایران و روسیه شرکت داشت.
در سال ۱۲۰۰ هجری خورشیدی پدرش میرزا بزرگ قائم‌مقام درگذشت و بین دو پسرش، میرزا ابوالقاسم و میرزا موسی فراهانی، بر سر جانشینی پدر نزاع افتاد و حاجی میرزا آقاسی به حمایت میرزا موسی فراهانی برخاست، ولی اقدامات او به نتیجه نرسید و سرانجام میرزا ابوالقاسم به امر فتحعلی‌شاه به جانشینی پدر با تمام امتیازات او نائل آمد و لقب «سیدالوزراء» و «قائم‌مقام» یافت و به وزارت نایب‌السلطنه ولیعهد ایران رسید و از همین تاریخ بود که اختلاف میرزا آقاسی و قائم‌مقام و همچنین اختلاف «بزیمکی (خودی)» و «اوزگه (بیگانه)» به وجود آمد. قائم‌مقام که ذاتاً مردی بینا و مغرور بود با بعضی از کارهای ولیعهد مخالفت می‌کرد، پس از یک سال وزارت در اثر تلقین بدخواهان به اتهام دوستی با روس‌ها از کار برکنار شد و سه سال در تبریز به بیکاری گذراند.
اما پس از سه سال معزولی و خانه‌نشینی، در سال ۱۲۰۴ هجری خورشیدی دوباره به پیشکاری آذربایجان و وزارت نایب‌السلطنه منصوب شد. در سال ۱۲۰۵ هجری خورشیدی فتحعلی‌شاه به آذربایجان رفت و مجلسی از رجال و اعیان و روحانیون و سرداران و سران ایلات و عشایر ترتیب داد تا دربارهٔ صلح یا ادامهٔ جنگ با روس‌ها، به مشورت پردازند. در این مجلس تقریباً عقیدهٔ عموم به ادامهٔ جنگ بود. اما قائم‌مقام برخلاف عقیدهٔ همه با مقایسهٔ نیروی مالی و نظامی طرفین، اظهار داشت که ناچار باید با روس‌ها از در صلح درآمد. این نظر، که صحت آن بعدها بر همه ثابت شد، در آن روز همهمه‌ای در مجلس انداخت و جمعی بر وی تاختند و او را به داشتن روابط نهانی با روس‌ها متهم کردند.
پس دوباره از کار برکنار و به خراسان اعزام شد. جنگ با روس‌ها ادامه یافت و به شکست ایران انجامید؛ تا در ماه آبان سال ۱۲۰۶ هجری خورشیدی برابر با نوامبر ۱۸۲۷ میلادی قوای روس به فرماندهی ایوان پاسکویچ تا تبریز راند. شاه، قائم‌مقام را از خراسان خواست و دلجویی کرد و با دستورهای لازم و اختیار نامهٔ عقد صلح به نام ولیعهد، به تبریز روانه نمود.
میرزا ابوالقاسم در کار صلح و بستن پیمان با روسیه، جدیت فراوان کرد و در ضمن معاهده، تزار را حامی خانوادهٔ عباس میرزا ساخت و پادشاهی را با وجود برادران بزرگ و مقتدر دیگر در فرزندان او مستقر کرد.

### عهدنامهٔ ترکمانچای
عهدنامهٔ ترکمانچای در ۱ اسفند ۱۲۰۶ (۲۱ فوریهٔ ۱۸۲۸ میلادی (به خط قائم‌مقام تنظیم و امضا شد و قائم‌مقام، که خود حامل نسخهٔ عهدنامه بود، به تهران آمد، و دربارهٔ آن توضیحات لازم داد و شش کرور غرامت را که مطابق عهدنامه بایستی به دولت روسیه پرداخت شود، گرفت و بار دیگر در اوایل سال ۱۲۱۲ هجری خورشیدی نایب‌السلطنه برای دفع فتنهٔ یاغیان افغان، عازم هرات شد و قائم‌مقام را نیز همراه برد. عباس میرزا که بیماری سل داشت، در مشهد بستری شد و فرزند خود، محمد میرزا، را مأمور فتح هرات کرد. هرات در محاصره بود که عباس میرزا درگذشت و قائم‌مقام، که جنگ را صلاح نمی‌دانست، با یارمحمدخان افغانی عهدنامهٔ صلح بست و به تهران بازگشت. محمد میرزا در ماه صفر سال ۱۲۵۰ هجری قمری به تهران وارد شد و در همان ماه جشن ولیعهدی او به جای پدر برپا شد و ولیعهد ایران به فرمانروایی آذربایجان و قائم‌مقام به وزارت او عازم تبریز شدند.

### به تخت نشانیدن و صدارت اعظمی محمدشاه

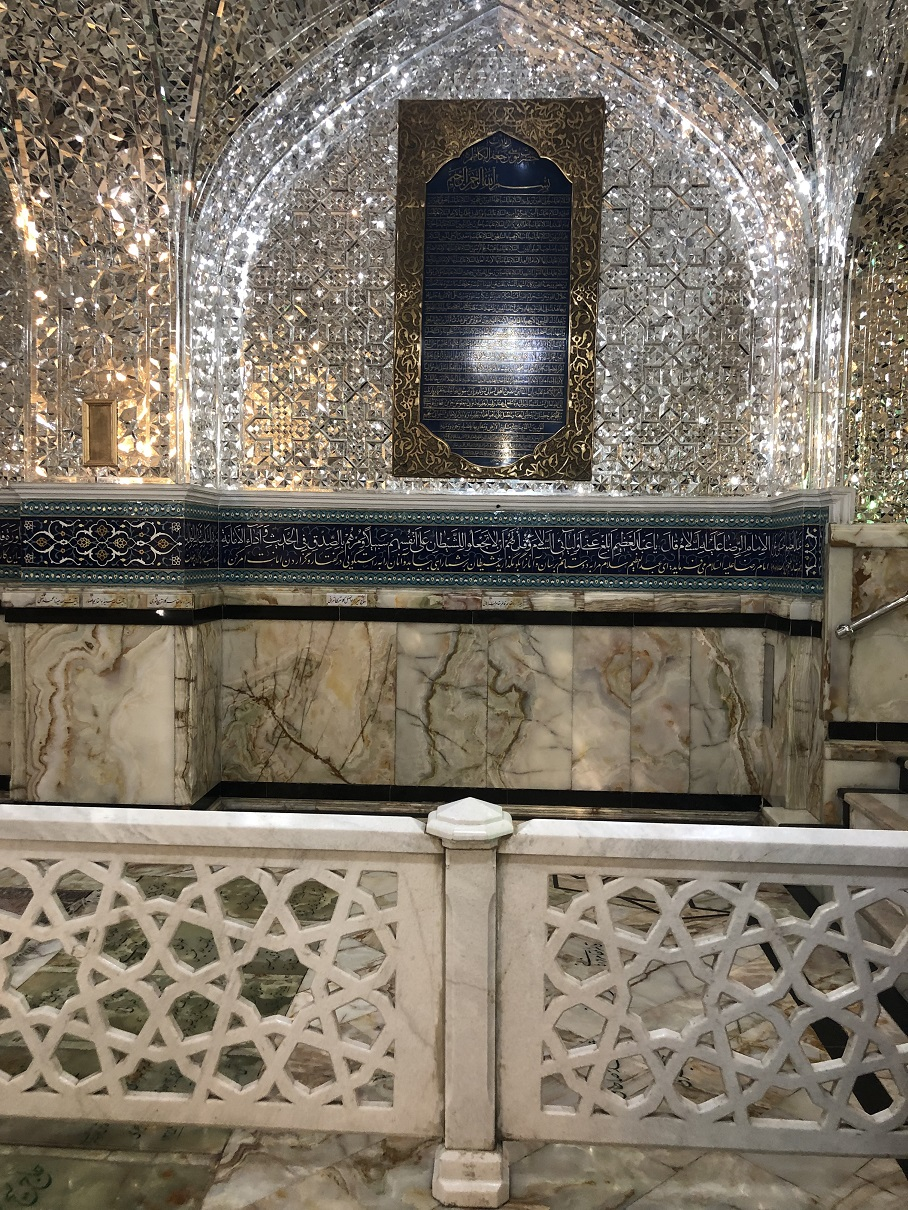
مزار قائم‌مقام در حرم شاه عبدالعظیم

زمانی که فتحعلی‌شاه در آبان ۱۲۱۳ در اصفهان درگذشت. این خبر به آذربایجان رسید و محمدشاه قصد عزیمت به پایتخت را کرد. قائم‌مقام، جهانگیر میرزا و خسرو میرزا، دو برادر شاه که در قلعهٔ اردبیل زندانی بودند را نابینا کرد تا وسایل جلوس او را فراهم آورد. در ماه رجب، در تبریز، خطبه به نام او خوانده شد و شاه به زودی به همراهی قائم‌مقام به تهران حرکت کرد و روز ۱۴ شعبان به تهران وارد شد و ازنو تاج‌گذاری برگزار و قائم‌مقام به منصب صدارت اعظم مشغول کشورداری شد و ظل‌السلطان، فرمانفرما، محمدقلی میرزا ملک‌آرا، رکن‌الدوله و سایر اعمام شاه و گردنکشان دیگر را به جای خود نشاند.

### توطئه و قتل
با این همه، خدمت به صدارت محمدشاه دیر نپایید. سخت‌گیری‌های وی در رابطه با انگلستان که به دنبال ایجاد تجارتخانه و گرفتن امتیاز از دولت ایران بود، باعث دشمنی آن‌ها با وی گردید. سِر جان کمبل، وزیرمختار انگلیس، با اخذ بودجه و خرج آن در جهت بدنام کردن میرزا موفق شد موجب بدبینی مردم و حکومت به وی شود. از سوی دیگر میرزا ابوالحسن خان ایلچی که حقوق‌بگیر انگلیس بود و ماهانه ۱۰۰۰ روپیه از آن‌ها دریافت می‌کرد، اقدام به بدبین کردن شاه و القای این‌که قائم‌مقام با روس‌ها سَر و سِر دارد و به دنبال سرنگونی شاه است کرد و در آرامگاه عبدالعظیم بست نشست تا وقتی که شاه قائم‌مقام را خلع کند.
شاه در سال دوم سلطنت خود (۱۸۳۵ میلادی) دستور داد او را در باغ نگارستان، محل ییلاقی خانوادهٔ سلطنتی، زندانی و پس از چند روز خفه کردند و بدین قرار به زندگانی مردی که از بزرگان ایران و ابلغ‌المترسلین (نویسندهٔ نامه) آن زمان بود، در سال ۱۲۱۴ هجری خورشیدی پایان داده شد. پیکر او را بدون غسل و کفن در حرم شاه عبدالعظیم شهرری بخاک سپردند.
وزیرمختار انگلیس، سِر جان کمبل، دربارهٔ قائم‌مقام فراهانی می‌گوید: «یک نفر در ایران است که نمی‌شود او را با پول خرید و آن قائم‌مقام است». وی از وزارت خارجهٔ انگلیس در این باره کسب تکلیف نموده و بودجهٔ پیشنهادی را خواست و در ضمن نوشت: «برای برانگیختن مردم و خرج کردن پول بین علماء و ملاها مبلغی حدود ۵۰۰ لیره لازم دارم. امام جمعه به من قول داده‌است که این پول را در موقع مناسب و به‌طور صحیح خرج کند.» در آن زمان میر محمدمهدی امام جمعهٔ تهران بوده‌است.
«سرانجام نامه‌ای به دولت عالیهٔ انگلیس نوشتم و برای کشتن ایشان درخواست پول کردم… پس از این‌که پول فرستاده شد، شبانه به خانهٔ امام جمعهٔ تهران رفتم و مقداری را به او و مقداری را هم جهت عواملش بدو دادم و گفتم: باید که وی را تکفیر کنند… فردا در همهٔ مساجد تهران روحانیون بر منبر رفته و بانگ برآوردند که: مسلمانان از دست این کافر فریاد فریاد او دولت اسلام را بر زمین زده‌است و …. سر و صدا که بالا گرفت شاه ابتدا او را عزل کرده و پس از یک هفته، فرمان قتل تنها ایرانی وطن‌پرست را امضاﺀ کرد. پس از قتل آن بزرگمرد، سوار بر اسب شدم تا واکنش مردم را در شهر ببینم. دیدم این مردم ابله فرومایه بسان شب عید یکدیگر را در آغوش کشیده و کشته شدن این کافر ملحد را به هم تبریک می‌گویند».

## ویژگی‌های فردی

### سیاست
قائم‌مقام مردی باهوش و صاحب اندیشه و عزم ثابت و خلاصه «یک دیپلمات صحیح و با معنی ایرانی» بود که به واسطهٔ اطلاعات و تجارب خود، به اوضاع و احوال سیاست همسایگان ایران به خوبی آشنا و به قدر تسلط کاردینال مازارن بر لوئی چهاردهم، در مزاج شاه جوان ایران نفوذ داشت و با این حال محال بود از او امتیازاتی که به ضرر دولت باشد، به دست آورد.
انگلیسی‌ها یقین داشتند تا او مصدر کار است، ممکن نیست بتوان در امور داخلی ایران رخنه کرد. نویسندگان بریتانیایی، که در آن تاریخ در ایران سیاحت می‌کردند، مانند لیوتنان کونولی، وولف و فریزر، همه در عین ستایش، قائم‌مقام را به دوستی با روس‌ها و تحریک عباس میرزا، نایب‌السلطنه، به سرپیچی از نصایح دوستان انگلیسی و طرح نقشهٔ تصرف هرات متهم می‌کنند و حس بدبینی و دشمنی خود را نسبت به او که در آن هنگام تنها کسی بود که می‌توانست ایران را به خوبی اداره کند، پنهان نمی‌دارند. او نمونهٔ بارز تدبیر و تیزبینی آمیخته با انسان‌دوستی میهن‌پرستانه بود.

### ادبیات
قائم‌مقام نثر فارسی را که در آن زمان پر از مبالغه و تملق و عبارت‌پردازی‌های عربیِ مسجع، پیچیده و دور از ذهن بود و روز به روز در فرمان‌ها و مراسلات رو به انحطاط می‌رفت به نثر فصیح و روان برگردانید و پس از او بسیاری از منشیان دورهٔ قاجار از سبک او پیروی کردند و به روش او به نگارش پرداختند. او در شعر نیز استعداد شگفت‌آور داشت اما اثر جاویدانش منشآت اوست.
مجموعهٔ رسائل و منشآت قائم‌مقام، که حاوی چند رساله و نامه‌های دوستانه و عهدنامه‌ها و وقف‌نامه‌ها است و محمود ملک‌الشعرا مقدمه‌ای بر آن نوشته، به اهتمام شاهزاده فرهاد میرزا در سال ۱۲۴۲ ق در تهران چاپ شده‌است.
کتاب «خداوندگار لحن»؛ نامه‌های تازه‌یاب از قائم‌مقام فراهانی است که به اهتمام محمدرضا بهزادی، محمد طلوعی و محمد میرزاخانی از سوی نشر پرنده در سال ۱۳۹۵ به چاپ رسیده‌است.
این اثر شامل ۵۲ مرقع تازه‌یاب از قائم‌مقام فراهانی است که از کتابخانهٔ سلطنتی کاخ گلستان رونویسی و بعد از حدود ۱۵۰ سال منتشر شده‌است. نسخه‌های منحصر به فرد این مجموعه گنجینهٔ نثر فارسی را فربه‌تر می‌کند و دست‌افزار مناسبی برای نویسندگان و نوجویان نثر فارسی است.
بیشتر آنچه از قائم‌مقام در کتاب خداوندگار لحن منتشر شده نامه‌های او خطاب به شاهزاده جان است. این شاهزاده به نظر می‌رسد که محمد میرزا پسر عباس میرزا است که در آینده شاه ایران شد. در یکی از نامه‌ها آمده‌است:
«بر لوح مزارم بنویسید پس از مرگ
ای وای ز محرومی دیدار و دگر هیچ
شاهزاده جان، قربانت شوم
منم که امروز ماتم‌زدهٔ روزگارم، از بالای آسمان هفتم به طبقهٔ هفتمینِ زمین افتاده‌ام. بر هیچ‌کس مثل من ستم نشد چرا که وجود مسعود به هیچ‌کس مثل من فیض و شرف نمی‌بخشید.
خدا مرا بکشد اگر به این زندگی راضی باشم. سگ که بی‌صاحب شد نبودنش به از بودن است. کاش من پیش از او به خاک می‌رفتم. این منم بر سر خاک تو که خاکم بر سر…»
شعر ذیل منسوب به قائم‌مقام مربوط به دوران پس از عزل وی از مقام صدارت عظمایی است:
روزگار است این که گه عزت دهد گه خوار دارد
چرخ بازیگر از این بازیچه‌ها بسیار دارد
مهر اگر آرد بسی بیجا و بی‌هنگام آرد
قهر اگر آرد بسی ناساز و ناهنجار دارد
لشکری را گه به کام گرگ مردم خوار خواهد
کشوری را گه به دست مرد مردمدار دارد

### خوشنویسی
قائم‌مقام فراهانی همچنین از خوشنویسان صاحب‌نام و تأثیرگذاران در روند خط فارسی است. او در خط شکسته‌نستعلیق که در آن زمان به مانند نثر فارسی پیچیده و درهم بود به شیوهٔ خود اصلاحاتی کرد که دیگران از وی پیروی کردند. گرچه اهمیت کار خوشنویسی او به حد استادان طراز اول این هنر نیست اما کار او از این نظر مهم است که اصول خط شکسته را به نستعلیق نزدیک‌تر کرد و با ابداع اصولی جدید خدمتی شایسته به خط‌نویسی امروزی ایرانیان کرد. میرزا سلمان فراهانی ملقب به بیان‌السلطنه بیش از دیگران شیوهٔ قائم‌مقام را استادانه نوشته‌است.

## یادمان
خیابان قائم مقام فراهانی بلندترین خیابان اراک است. همچنین در تهران خیابان شاه عباس دورهٔ پهلوی، پس از انقلاب ۱۳۵۷ به قائم‌مقام فراهانی تغییر یافته‌است.